# ألان هاردي
ألان هاردي (25 مايو 1957 في الولايات المتحدة - ) (بالإنجليزية: Alan Hardy)‏ هو لاعب كرة سلة أمريكي في مركز هجوم صغير الجسم. لعب مع ديترويت بيستونز ولوس أنجلوس ليكرز.

## وصلات خارجية
- ألان هاردي على موقع إن بي أي (الإنجليزية)
- ألان هاردي على موقع سبورتس رفرنس (الإنجليزية)
- ألان هاردي على موقع كلية كرة السلة في سبورتس رفرنس.كوم (الإنجليزية)
- ألان هاردي على موقع ريلجم (الإنجليزية)
- ألان هاردي على موقع بروبوليرز (الإنجليزية)